# Storena rugosa
Storena rugosa là một loài nhện trong họ Zodariidae.
Loài này thuộc chi Storena. Storena rugosa được Eugène Simon miêu tả năm 1889.